# أياكس أمستردام موسم 2012–13
كان موسم 2012–13 هو الموسم الـ113 لنادي أياكس والموسم الـ57 على التوالي للنادي في الدوري الهولندي، سيشارك نادي أياكس في الدوري الهولندي الممتاز، وكأس هولندا، ودوري أبطال أوروبا. تم إجراء التدريب الأول يوم الثلاثاء الموافق 26 يونيو 2012. أقيم اليوم المفتوح التقليدي لنادي أياكس أمستردام لكرة القدم يوم الأربعاء الموافق 27 يونيو 2012.